# Lendak
Lendak (maďarsky Lándok, německy Landeck) je obcí v kežmarském okrese Prešovského kraje. Leží v severozápadní části Popradské kotliny, 3 kilometry od osady Tatranská Kotlina. Obec vznikla začátkem 13. století. Místní obyvatelé se po staletí živili jako pastevci, pálili vápno a zabývali se plátenictvím. V obci je gotický římskokatolický kostel sv. Mikuláše z roku 1313 a kaplička Panny Marie z roku 1850.
Obec je často popisována jako „stát ve státě“.

## Galerie

Lendak
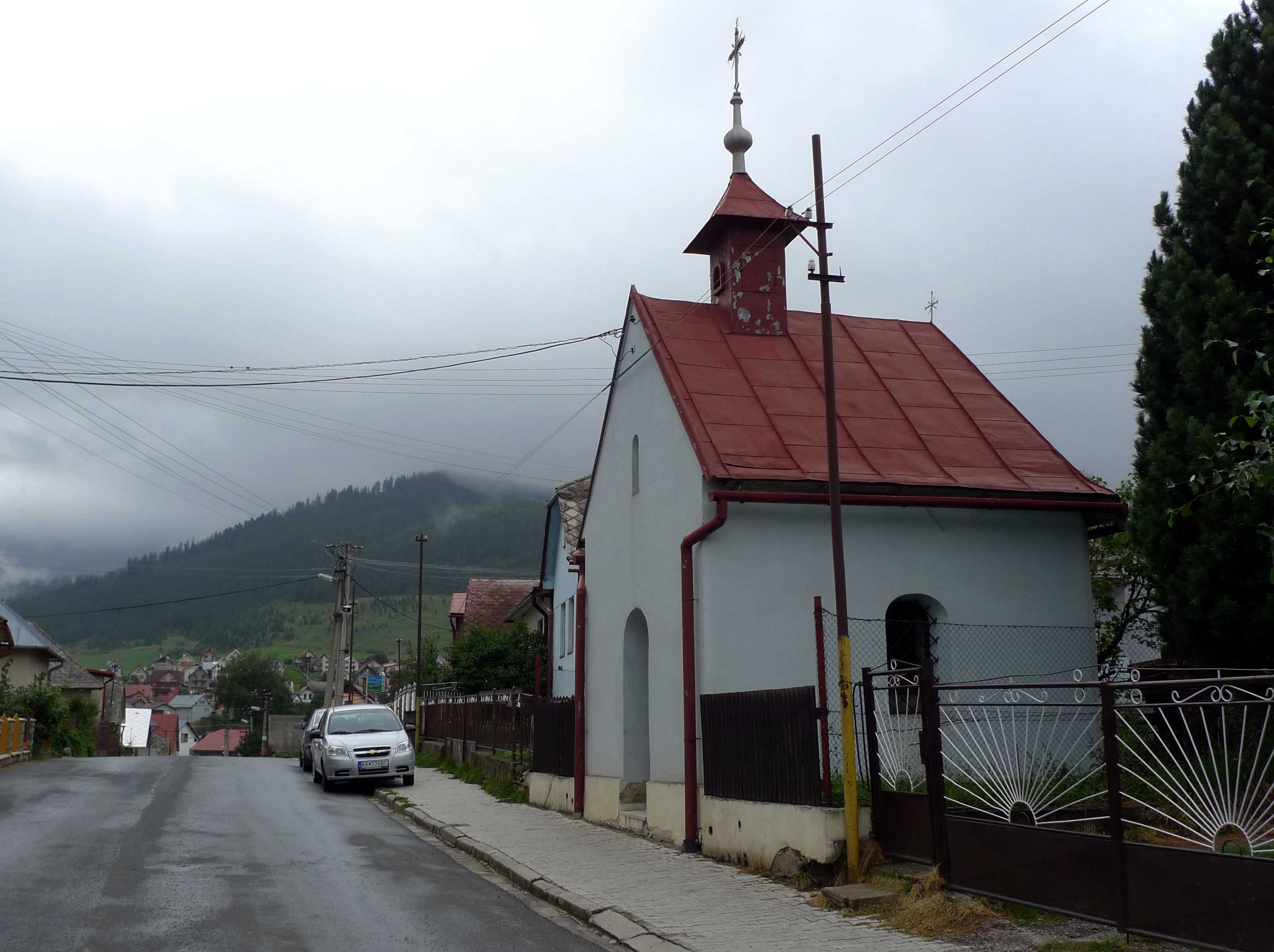
Kaple
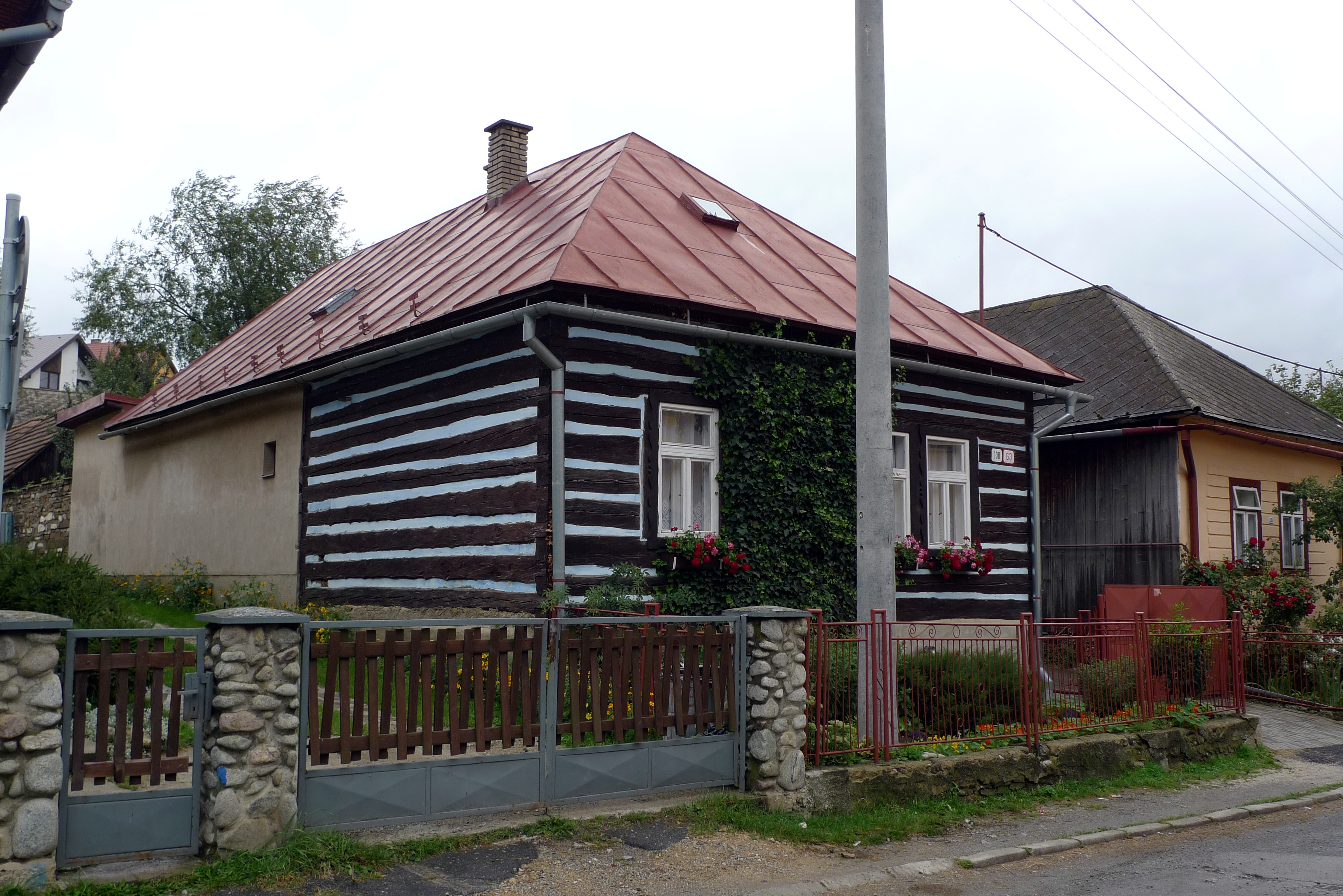
Roubenka
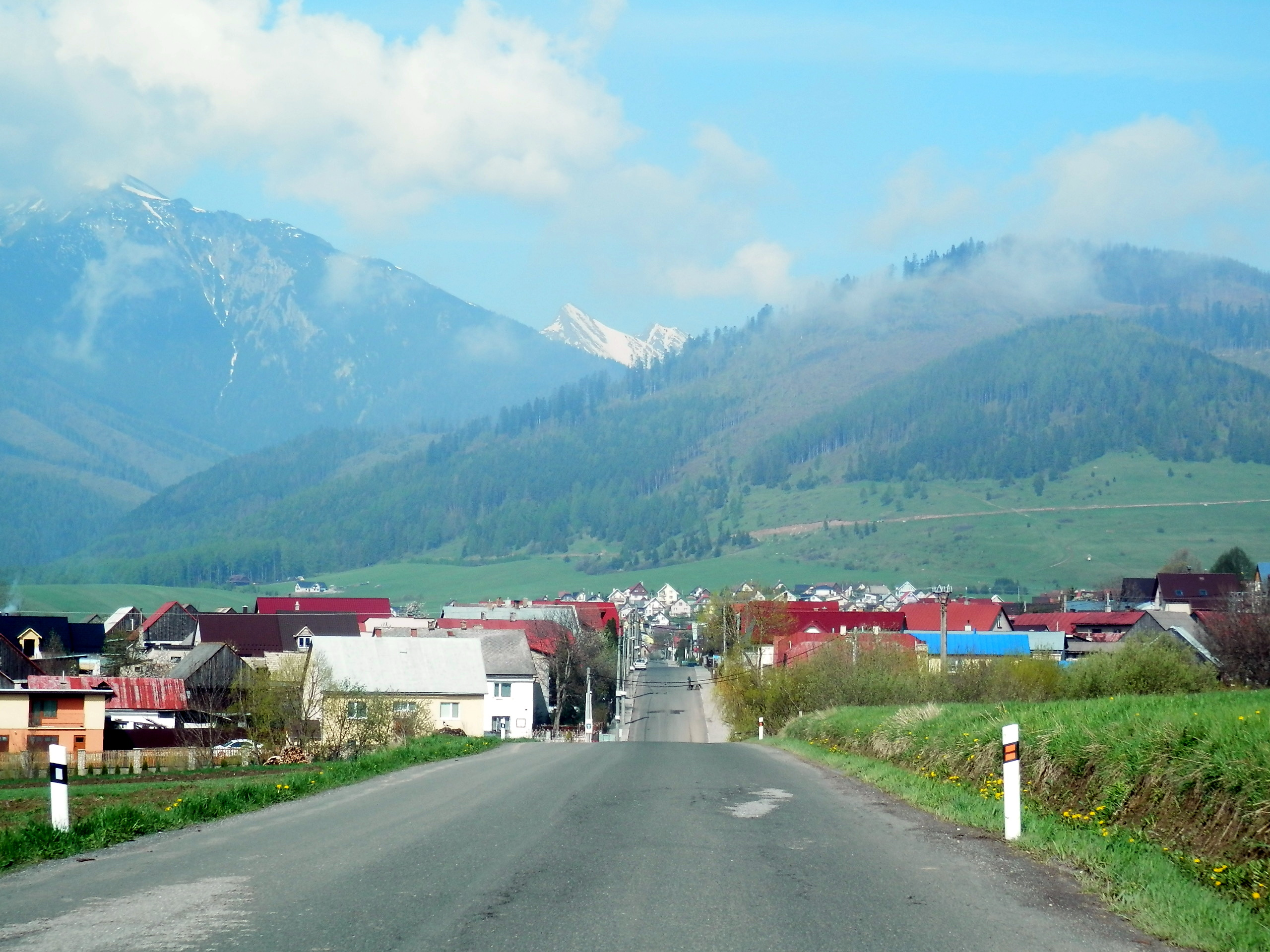
Pohled na obec
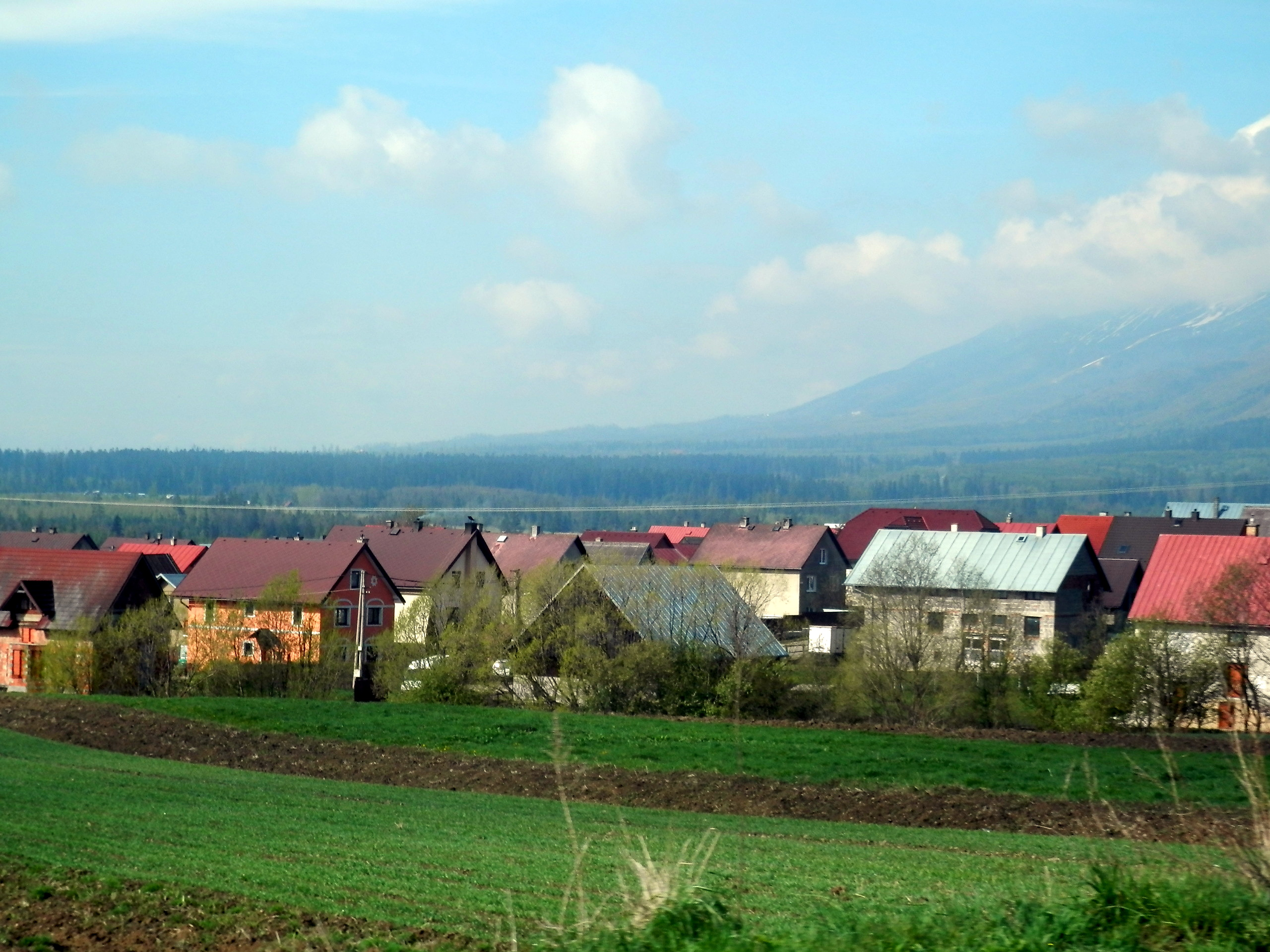
Vesnice